# کوما
کوما (به انگلیسی: Cooma) یک شهرک در استرالیا است که در Cooma-Monaro Shire واقع شده‌است.